# La pesá
La pesá es una tradición de la comarca española del Vega Baja del Segura. En su capital, Orihuela, es típica del día de San Antonio, mientras que a Catral es típica del día de Santa Águeda. Parecida a la mocadorada, que incluye diferentes tipos de dulces, como las Bolas de San Antón, bolas de caramelo artesanal o las Bolicas de Santa Águeda.
Entre los dulces tradicionales, aparte de las bolas o bolicas, también hay turrón de anís, pamfígol o dátiles de Oriola, mientras en Catral están las llepolies y frutos secos.